# Sevel Val di Sangro
Sevel Val di Sangro es una fábrica de automóviles propiedad de Sevel Sud, joint venture entre Fiat Group Automobiles y el Groupe PSA. Se encuentra situada próxima a la zona de Val di Sangro, en la región italiana de los Abruzos. Tiene una capacidad de producción de 210.000 unidades año. Su producción comenzó en 1981. Ocupa una superficie de 1.200.000 metros cuadrados, de los cuales 344.000 son cubiertos. Cuenta con 5.900 empleados directos. Es la fábrica de vehículos comerciales más grande de Europa. En 2008 el centro produjo 250 894 vehículos.